# Каледонский канал
Каледо́нский канал (англ. Caledonian Canal) находится в Шотландии, он проходит по долине Глен-Мор от Инвернесса на северно-восточном побережье до Корпаха (недалеко от Форт-Уильяма) на западном.
Канал протянут на 100 километров с северо-востока на юго-запад, соединяет заливы Мори-Ферт Северного моря и Лох-Линне Атлантического океана. Только треть проложена человеком, бо́льшую часть формируют озёра: Лох-Дохфур, Лох-Несс, Лох-Ойх и Лох-Лохи. Канал пересекают 29 шлюзов, 4 акведука и 10 мостов.
Канал спроектировал инженер Томас Телфорд при поддержке Уильяма Джессопа. Канал строили с 1803-го до 1822-й год, на что ушло 840 000 фунтов. Первоначально канал не имел успеха из-за слишком мелкого дна, большинство судов продолжало проходить севернее Великобритании. Углубительные работы начались в 1847-м году, когда морские перевозки переживали бурный рост, по чертежам помощника Телфорда, Джеймса Уолкера. Однако вскоре через Инвернесс была проложена железная дорога, забравшая весомую часть грузооборота. В настоящее время канал больше используется прогулочными судами, его функциональность поддерживает государственная организация British Waterways.
В годы Второй мировой войны значение Каледонского канала возросло, он активно использовался для переброски грузов внутренним водным путём, который был намного безопаснее переходов морем. Так, в конце 1944 и в начале 1945 года по каналу прошли три отряда катеров-охотников за подводными лодками, переданных англичанами Советскому Союзу, с советскими экипажами.

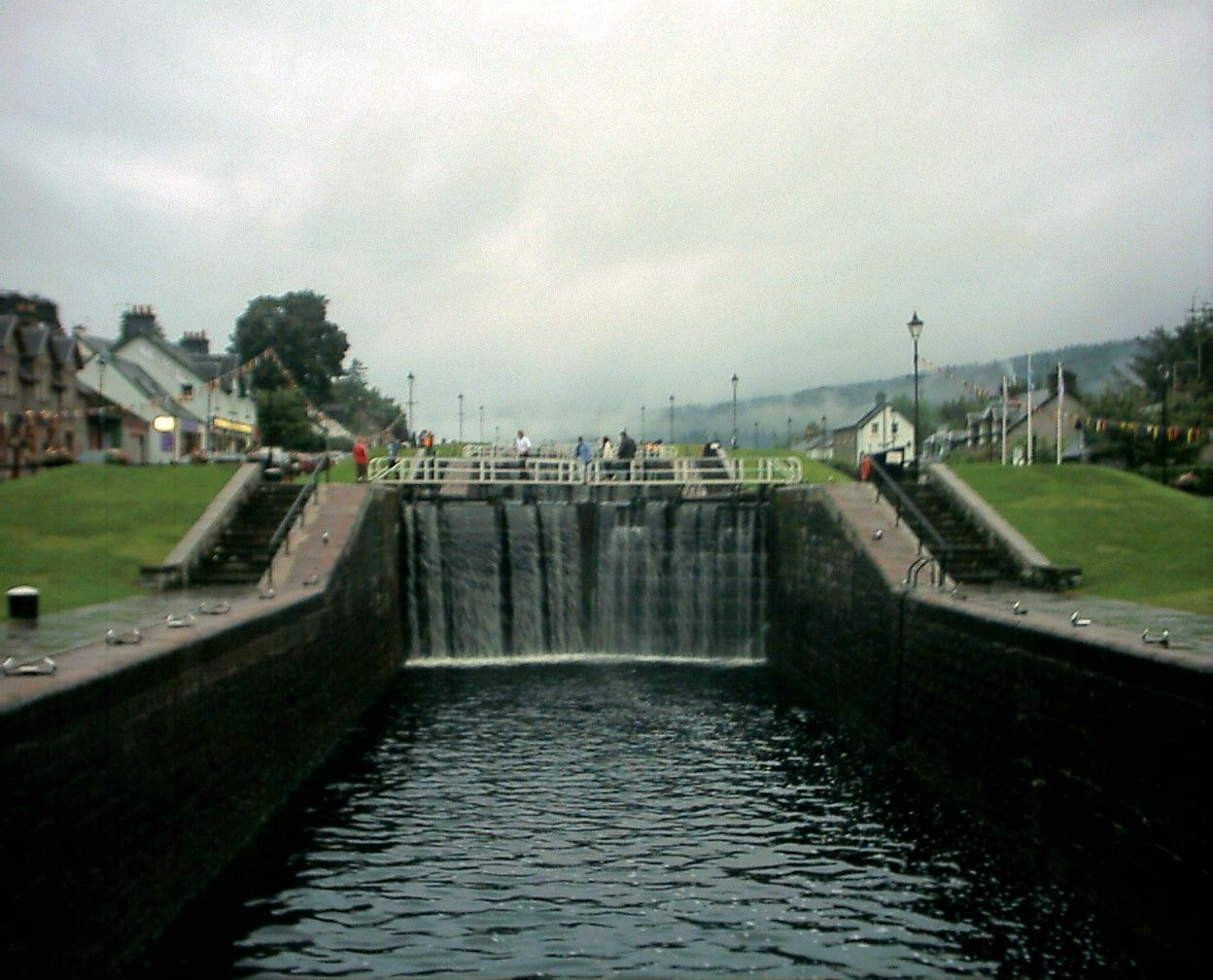
Шлюзы у Форт-Огастуса

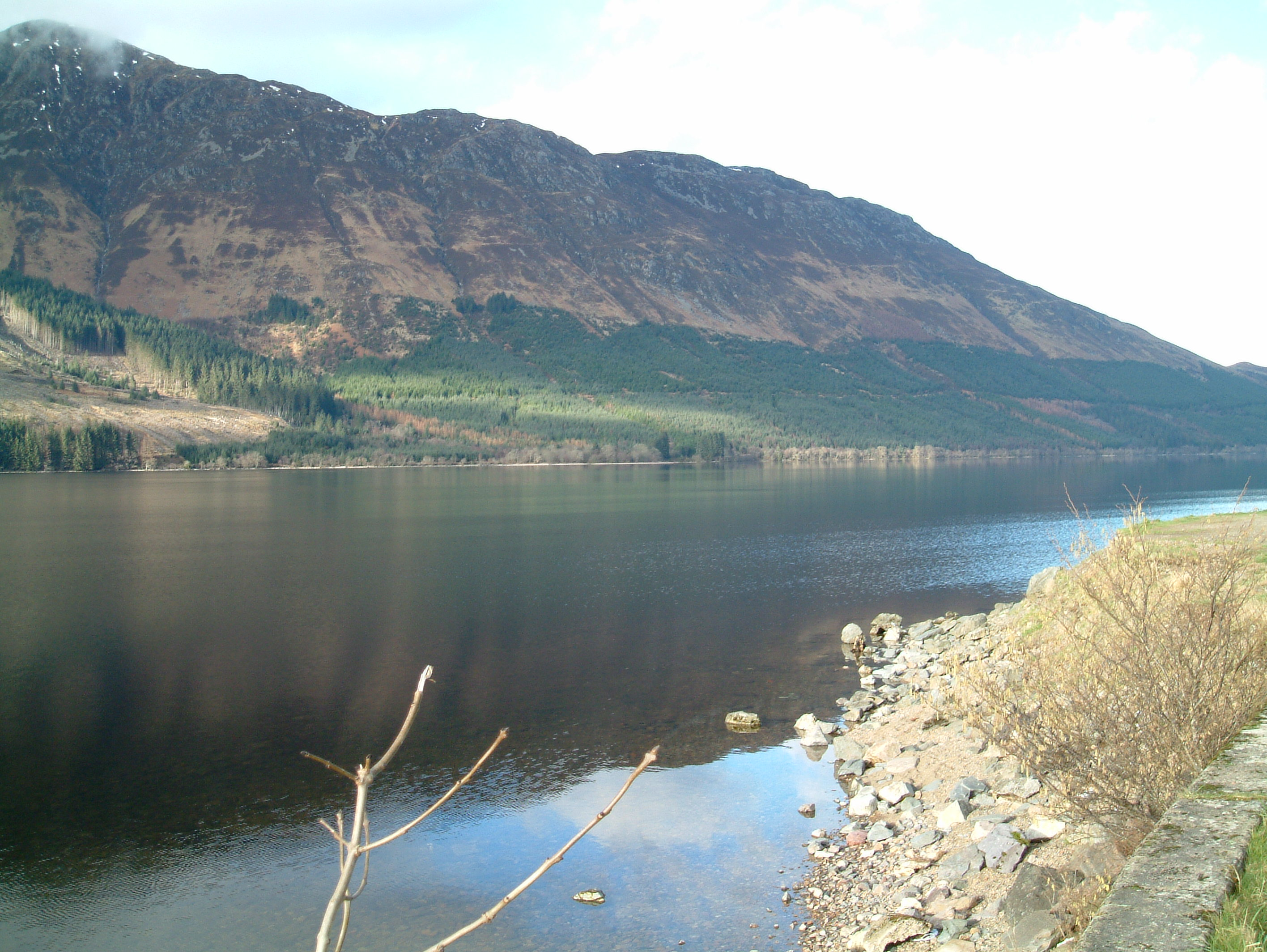
Лох-Лохи, часть Каледонского канала

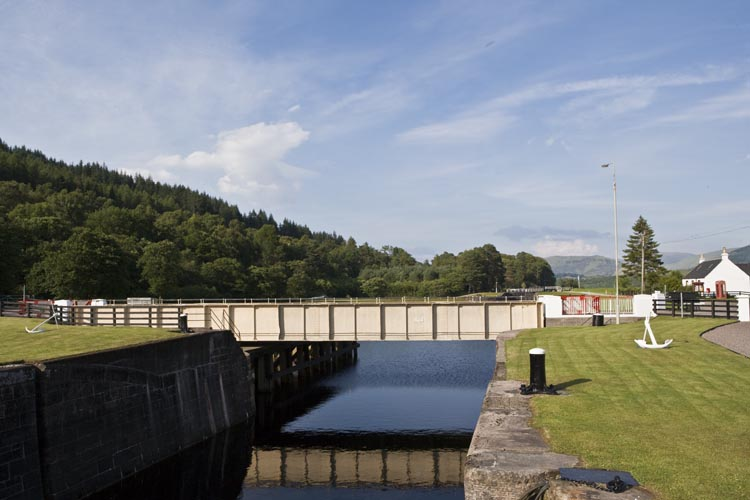
Нижний шлюз Гэрлохи

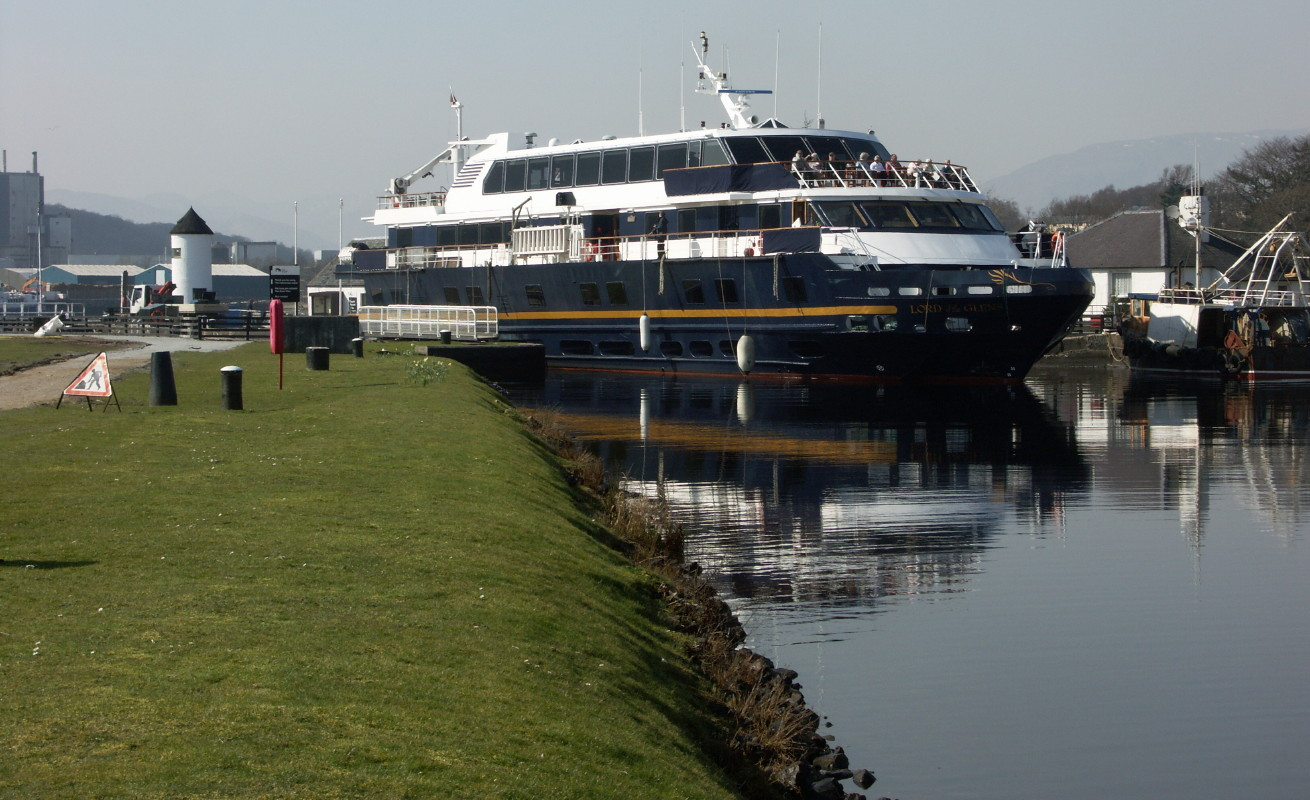
Повелитель ущелий покидает морской шлюз Корпаха